# 萨加马
萨加马（義大利語：Sagama），是意大利奥里斯塔诺省的一个市镇。总面积11.67平方公里，人口188人，人口密度16.1人/平方公里（2009年）。ISTAT代码为095086。